# John Forrest Finds Himself
John Forrest Finds Himself è un film muto del 1920 diretto e interpretato da Henry Edwards

## Trama
John Forrest perde la memoria. Innamorato della figlia di un signorotto locale senza un soldo, scopre che il fidanzato della ragazza è l'uomo che lui pensava di aver ucciso.

## Produzione
Il film fu prodotto dalla Hepworth.

## Distribuzione
Distribuito dalla Hepworth, il film uscì nelle sale cinematografiche britanniche nell'ottobre 1920.
Si pensa che sia andato distrutto nel 1924 insieme a gran parte degli altri film della Hepworth. Il produttore, in gravissime difficoltà finanziarie, pensò in questo modo di poter almeno recuperare l'argento dal nitrato delle pellicole.